# Spargania placidata
Spargania placidata là một loài bướm đêm trong họ Geometridae.